# Igarapé (Minas Gerais)
Igarapé es un municipio brasileño del estado de Minas Gerais. Su población estimada en 2018 es de 42 246 habitantes, según el Instituto Brasileño de Geografía y Estadística (IBGE). Integra la región metropolitana de Belo Horizonte.

## Toponimia
Igarapé es un término de origen tupí que significa «camino de canoas», a través de la unión de los términos ygara (canoa) y apé (camino).

## Historia
Hasta el siglo XVII, el actual estado de Minas Gerais era habitada por indígenas del tronco lingüístico macro-jê. A partir de ese siglo, esas tribus fueron casi exterminadas por la acción de los bandeirantes procedentes de São Paulo, que llegaron a la región en busca de esclavos y de piedras preciosas.
En 1931, se estableció el distrito por la ley 50. En 1931, el decreto 10 002, del 30 de julio, trasladó la sede del distrito de São Joaquim de Bicas al pueblo de Barreiro, con el nombre de Igarapé, subordinado al municipio de Pará de Minas. El decreto-ley 148, del 30 de diciembre de 1938, trasladó el distrito de Igarapé del municipio de Pará de Minas al de Mateus Leme. El 30 de diciembre de 1962, la Asamblea Legislativa del Estado de Minas Gerais aprobó la Ley 2 764, creando el municipio de Igarapé.

## Geografía

### Clima
Según la clasificación climática de Köppen, el municipio se encuentra en el clima tropical de altitud Cwa.

### Hidrografía
Parte del municipio está inundado por la represa del Ribeirão Serra Azul, que integra el sistema Paraopeba. Este sistema también está formado por los depósitos del río Manso y Vargem das Flores, que suministran agua a la región metropolitana de Belo Horizonte.